# جيمس تروتر
جيمس تروتر هو سياسي كندي، ولد في 1922 في براندون في كندا، وتوفي في 1 يونيو 1989 في تورونتو في كندا. نشط حزبياً في الحزب الليبرالي في أونتاريو ‏. وقد انتخب عضو برلمان مقاطعة أونتاريو ‏.